# Paul Akouokou
Edgar Paul Akouokou (* 20. prosince 1997) je profesionální fotbalista z Pobřeží slonoviny, který hraje na pozici defenzivního záložníka za francouzský klub Olympique Lyon a národní tým Pobřeží slonoviny.

## Klubová kariéra

### Mládežnická kariéra
Akouokou zahájil svou kariéru v roce 2016 ve finském týmu Ekenäs IF, kde hrál ligu Ykkönen. V lednu 2017 se zúčastnil zkoušky v klubu Ligue 1 Angers SCO.
Dne 27. srpna 2017 přestoupil do izraelského klubu Bejtar Jeruzalém, kam odešel na hostování do května 2018. Poté, co byl v  týmu málo využíván, přestoupil v únoru následujícího roku do Hapoelu Rišon LeZion v Lize Leumit, rovněž na hostování.

### Betis
Dne 21. listopadu 2018 Akouokou opustil Finsko poté, co souhlasil s přestupem do Realu Betis z La Ligy za nezveřejněnou částku. Původně byl přidělen do rezervního týmu v Tercera División. Dne 10. září 2020 poté, co pomohl B-týmu dosáhnout postupu do Segunda División B, prodloužil smlouvu s Betisem do roku 2024 a byl povýšen do prvního týmu.
Akouokou debutoval v La Lize 20. září 2020, když nahradil Williama Carvalha při domácím vítězství 2:0 nad Realem Valladolid.

### Lyon
Dne 1. září 2023 podepsal Akouokou čtyřletou smlouvu s Lyonem z Ligue 1. Přestupová částka byla 3 miliony eur.

## Statistiky

### Klubové
Platí k zápasu hranému 23. února 2024.
| Klub                            | Sezóna            | Liga              | Liga   | Liga | Národní pohár | Národní pohár | Ligový pohár | Ligový pohár | Kontinentální | Kontinentální | Ostatní | Ostatní | Celkově | Celkově |
| Klub                            | Sezóna            | Soutěž            | Zápasy | Góly | Zápasy        | Góly          | Zápasy       | Góly         | Zápasy        | Góly          | Zápasy  | Góly    | Zápasy  | Góly    |
| ------------------------------- | ----------------- | ----------------- | ------ | ---- | ------------- | ------------- | ------------ | ------------ | ------------- | ------------- | ------- | ------- | ------- | ------- |
| Ekenäs IF                       | 2016              | Ykkönen           | 21     | 1    | 0             | 0             | —            | —            | —             | —             | —       | —       | 21      | 1       |
| Ekenäs IF                       | 2017              | Ykkönen           | 14     | 1    | 5             | 0             | —            | —            | —             | —             | —       | —       | 19      | 1       |
| Ekenäs IF                       | Celkově           | Celkově           | 35     | 2    | 5             | 0             | 0            | 0            | 0             | 0             | 0       | 0       | 40      | 2       |
| Bejtar Jeruzalém (hostování)    | 2017/18           | Ligat ha'Al       | 12     | 0    | 1             | 0             | 1            | 0            | —             | —             | —       | —       | 14      | 0       |
| Hapoel Rišon LeZion (hostování) | 2017/18           | Liga Leumit       | 16     | 3    | —             | —             | —            | —            | —             | —             | —       | —       | 16      | 3       |
| Betis B                         | 2018/19           | Tercera División  | 20     | 0    | —             | —             | —            | —            | —             | —             | —       | —       | 20      | 0       |
| Betis B                         | 2019/20           | Tercera División  | 24     | 0    | —             | —             | —            | —            | —             | —             | 2       | 0       | 26      | 0       |
| Betis B                         | Celkově           | Celkově           | 44     | 0    | 0             | 0             | 0            | 0            | 0             | 0             | 2       | 0       | 46      | 0       |
| Betis                           | 2020/21           | La Liga           | 10     | 0    | 3             | 0             | —            | —            | 0             | 0             | —       | —       | 13      | 0       |
| Betis                           | 2021/22           | La Liga           | 8      | 0    | 1             | 0             | —            | —            | 2             | 0             | —       | —       | 11      | 0       |
| Betis                           | 2022/23           | La Liga           | 12     | 0    | 1             | 0             | —            | —            | 5             | 0             | 0       | 0       | 18      | 0       |
| Betis                           | 2023/24           | La Liga           | 2      | 0    | 0             | 0             | —            | —            | 0             | 0             | 0       | 0       | 2       | 0       |
| Betis                           | Celkově           | Celkově           | 32     | 0    | 4             | 0             | 0            | 0            | 7             | 0             | 0       | 0       | 43      | 0       |
| Lyon                            | 2023/24           | Ligue 1           | 8      | 0    | 1             | 0             | —            | —            | —             | —             | —       | —       | 9       | 0       |
| Celkově v kariéře               | Celkově v kariéře | Celkově v kariéře | 147    | 5    | 12            | 0             | 1            | 0            | 7             | 0             | 2       | 0       | 169     | 5       |

## Úspěchy
Betis
- Copa del Rey: 2021/22

Lyon
- Poražený finalista Coupe de France: 2023/24